# Pseudocyclaspis
Pseudocyclaspis är ett släkte av kräftdjur. Pseudocyclaspis ingår i familjen Bodotriidae.
Kladogram enligt Catalogue of Life:
| Pseudocyclaspis | \| \| Pseudocyclaspis granulata \| \| \| \| \| \| Pseudocyclaspis mexicansis \| \| \| \| |
|                 | \| \| Pseudocyclaspis granulata \| \| \| \| \| \| Pseudocyclaspis mexicansis \| \| \| \| |
|                 | Pseudocyclaspis granulata                                                                |
|                 |                                                                                          |
|                 | Pseudocyclaspis mexicansis                                                               |
|                 |                                                                                          |